# Comuna Uriu, Bistrița-Năsăud
Uriu este o comună în județul Bistrița-Năsăud, Transilvania, România, formată din satele Cristeștii Ciceului, Hășmașu Ciceului, Ilișua și Uriu (reședința).

## Obiective turistice
- Biserica romano-catolică din Cristeștii Ciceului, construcție secolul al XIV-lea, monument istoric
- Biserica reformată din satul Uriu, construită în sec. XIV-XV în stil gotic din piatră dură are inscripții în limba latină „HOC TEMPLVM RENOVATUM EST PROPRIO AERE CIRCUMSPECTI VIRI JAKOBI ZEPHI AD MEMORIAM SUI NOMINIS SEMPITERNAM ANNO REPORATAE (?) SALVTIS. MDCXXII. JULI XIII.”, sat Uriu
- Conacul din Cristești al familiei Torma este menționat în documentele vremii drept una dintre cele mai valoroase biblioteci din Transilvania.
- Conacul familiei Hye din satul Ilișua.
- Castrul roman de la Ilișua
- Conacul familiei Csiktusnadi Betegh
- Lacul „Kendertau” (camping și pescuit).

## Demografie
Componența etnică a comunei Uriu
     Români (72,35%)
     Maghiari (17,14%)
     Romi (4,25%)
     Alte etnii (0,06%)
     Necunoscută (6,21%)
Componența confesională a comunei Uriu
     Ortodocși (60,57%)
     Reformați (15,7%)
     Penticostali (15,29%)
     Alte religii (1,99%)
     Necunoscută (6,44%)
Conform recensământului efectuat în 2021, populația comunei Uriu se ridică la 3.414 locuitori, în creștere față de recensământul anterior din 2011, când fuseseră înregistrați 3.208 locuitori. Majoritatea locuitorilor sunt români (72,35%), cu minorități de maghiari (17,14%) și romi (4,25%), iar pentru 6,21% nu se cunoaște apartenența etnică. Din punct de vedere confesional, majoritatea locuitorilor sunt ortodocși (60,57%), cu minorități de reformați (15,7%) și penticostali (15,29%), iar pentru 6,44% nu se cunoaște apartenența confesională.

## Politică și administrație
Comuna Uriu este administrată de un primar și un consiliu local compus din 13 consilieri. Primarul, Adrian-Bogdan Danci[*], de la Partidul Național Liberal, este în funcție din 1 noiembrie 2024. Începând cu alegerile locale din 2024, consiliul local are următoarea componență pe partide politice:
|  | Partid                                 | Consilieri | Componența Consiliului | Componența Consiliului | Componența Consiliului | Componența Consiliului | Componența Consiliului | Componența Consiliului | Componența Consiliului |
|  | -------------------------------------- | ---------- | ---------------------- | ---------------------- | ---------------------- | ---------------------- | ---------------------- | ---------------------- | ---------------------- |
|  | Partidul Național Liberal              | 7          |                        |                        |                        |                        |                        |                        |                        |
|  | Partidul Social Democrat               | 4          |                        |                        |                        |                        |                        |                        |                        |
|  | Uniunea Democrată Maghiară din România | 1          |                        |                        |                        |                        |                        |                        |                        |
|  | Alianța pentru Unirea Românilor        | 1          |                        |                        |                        |                        |                        |                        |                        |

## Imagini

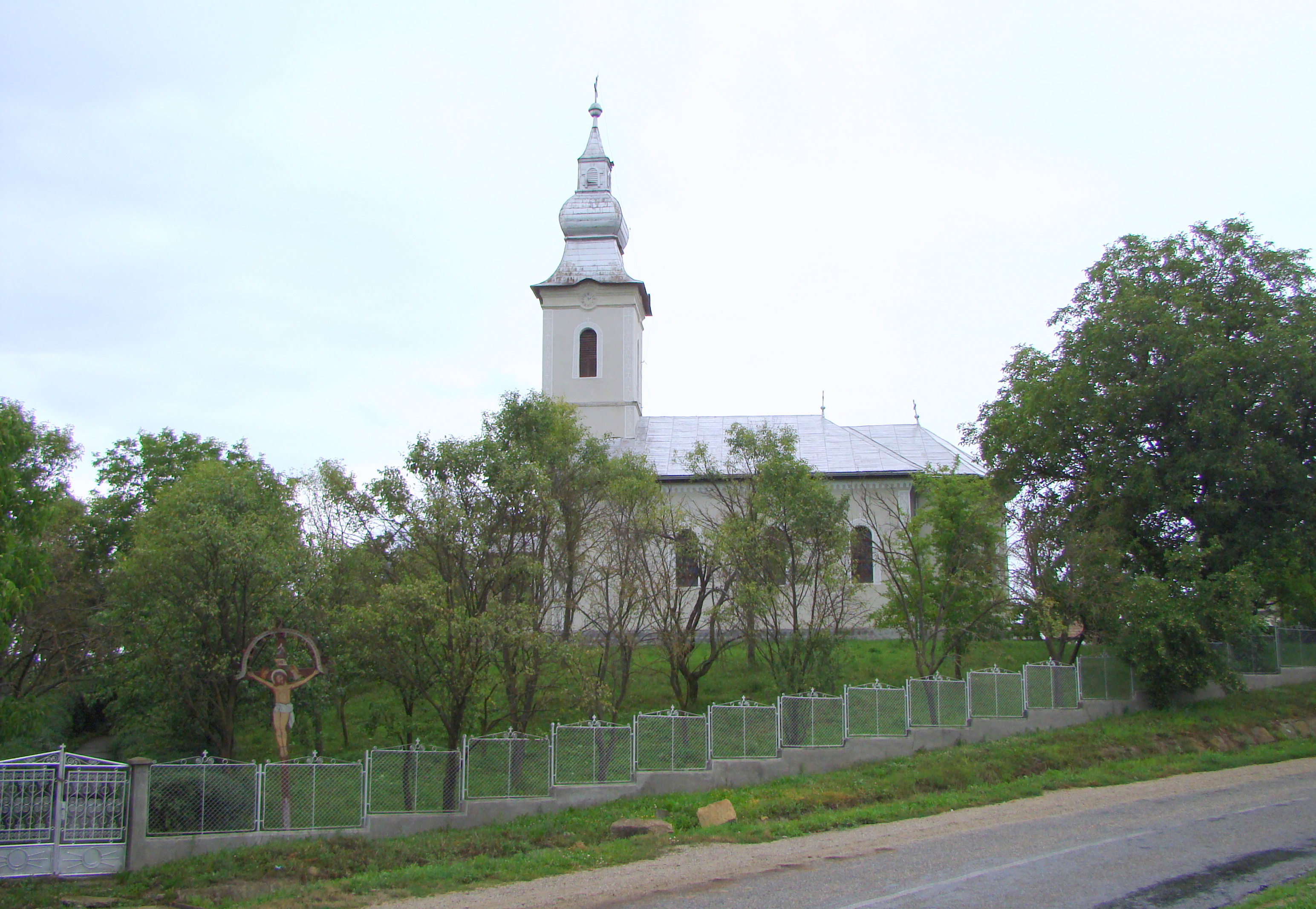
Biserica ortodoxă din Uriu
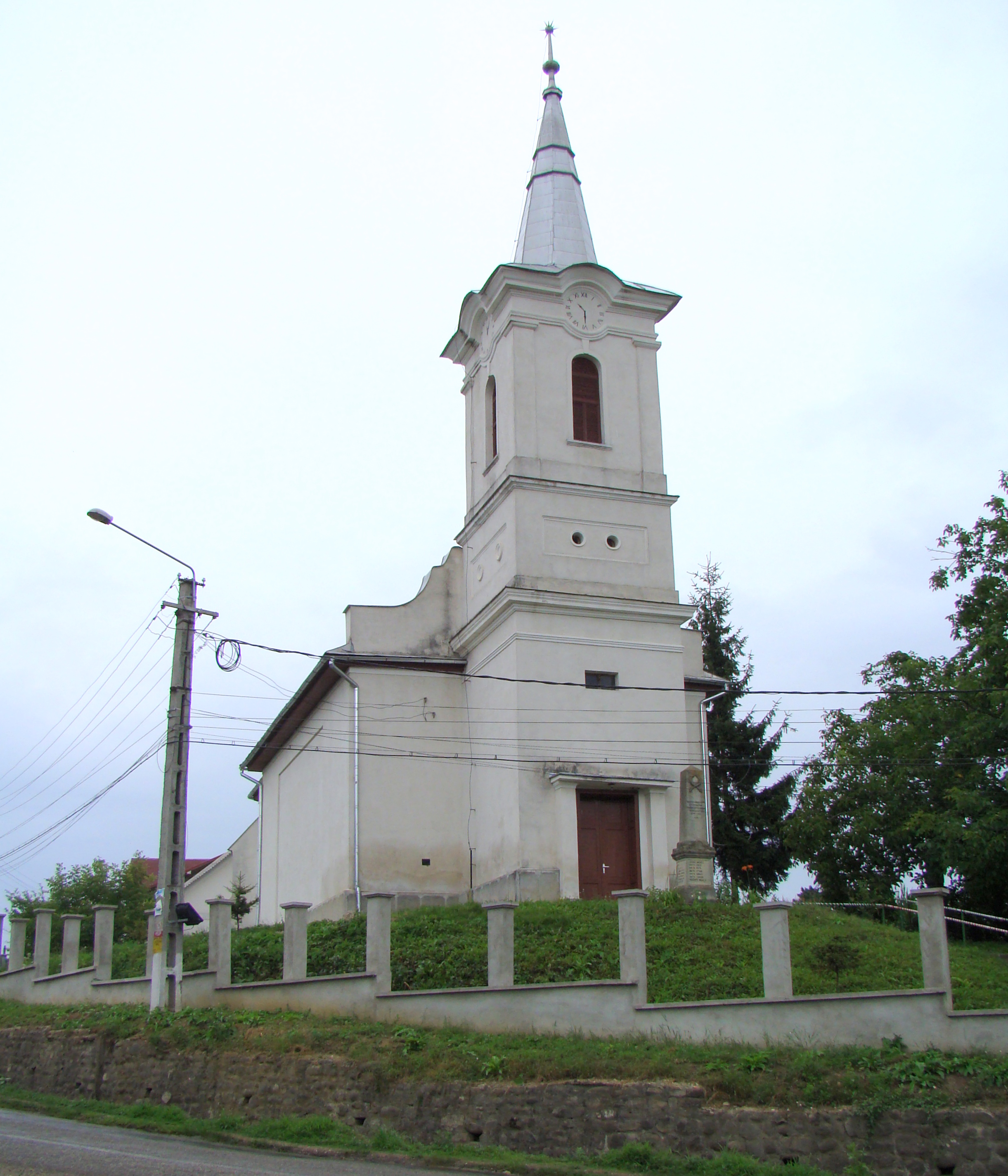
Biserica reformată din Uriu (monument istoric)
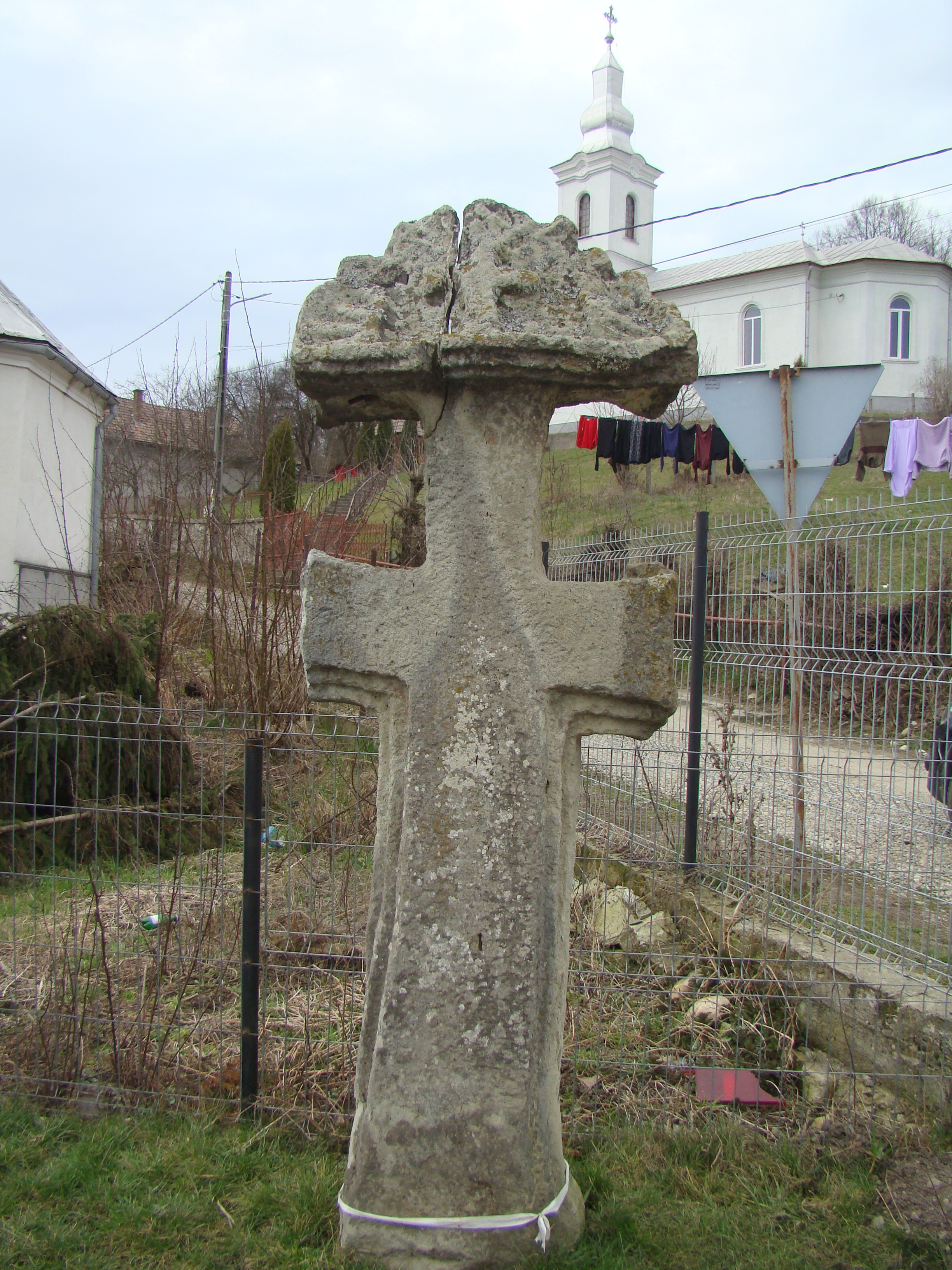
Cruce veche de piatră în satul Ilișua
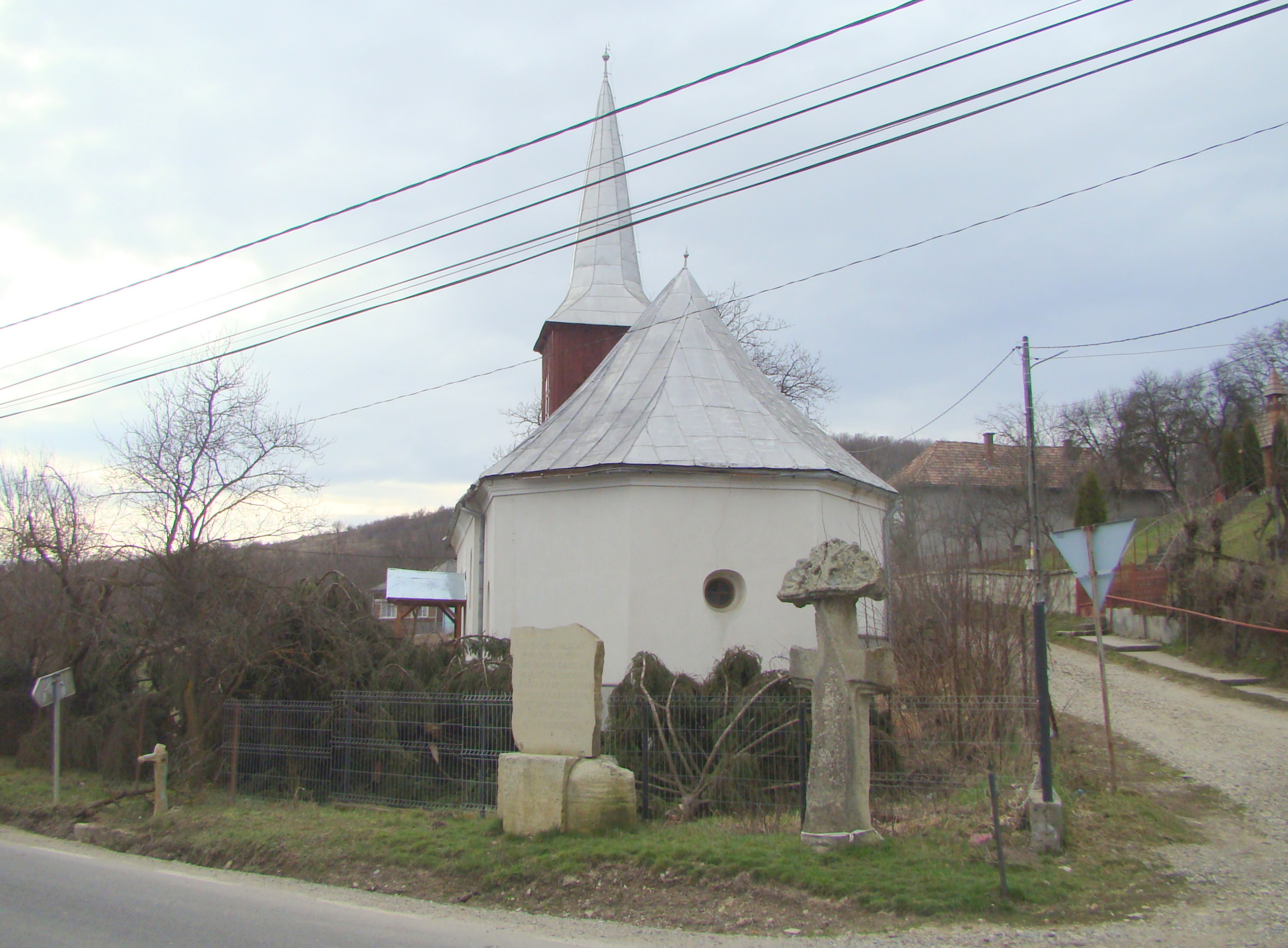
Biserica reformată din Ilișua (1828)
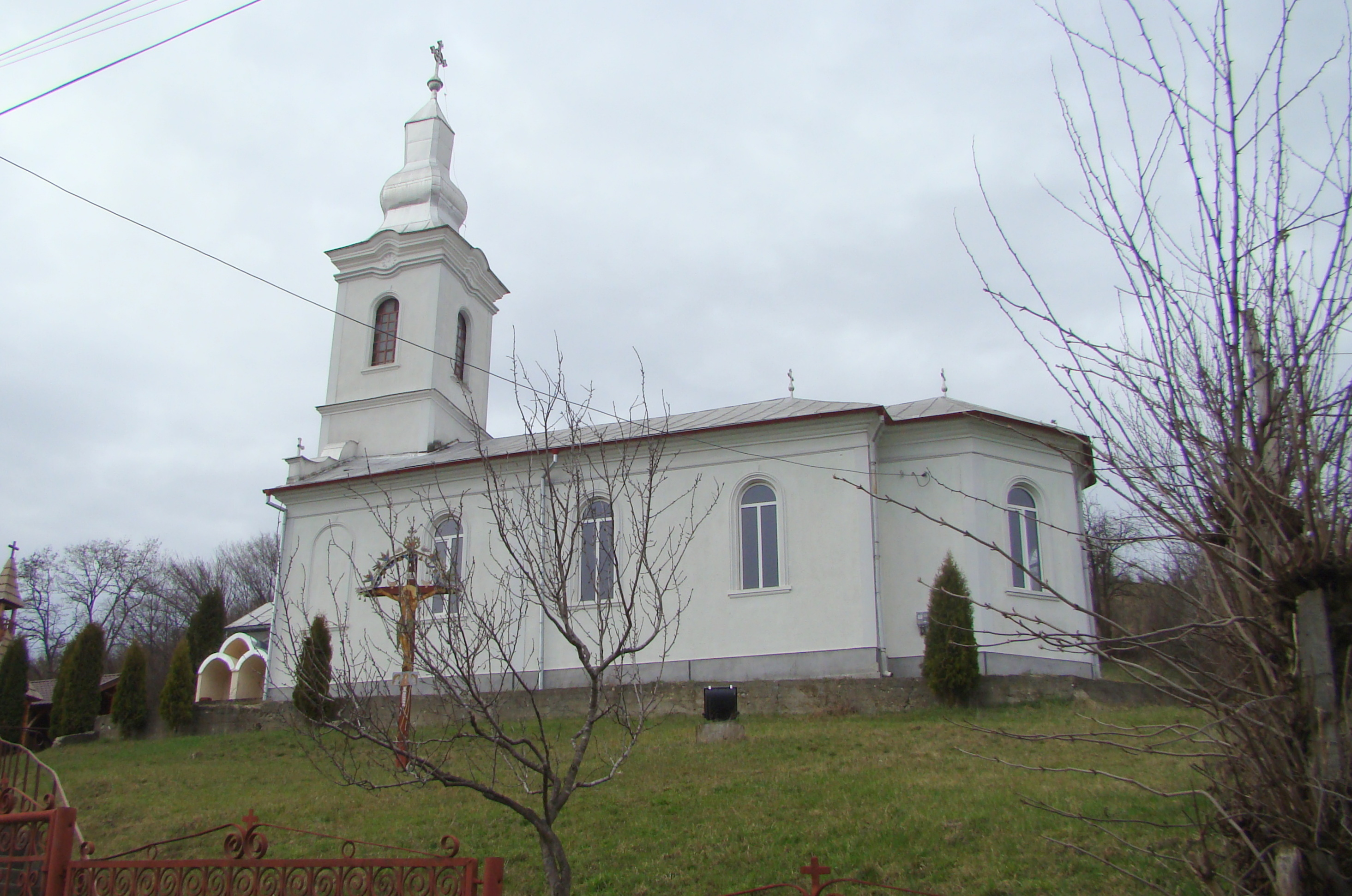
Biserica ortodoxă din Ilișua (1903)